# Ingrid Lempereur
Ingrid Lempereur   (Messancy, 26 de juny de 1969) és una nedadora belga, ja retirada, especialista en braça, que va competir durant la dècada de 1980.
El 1984 va prendre part en els Jocs Olímpics d'Estiu de Los Angeles on va disputar dues proves del programa de natació. En els 200 metres braça guanyà la medalla de bronze, mentre en els 100 metres braça fou desena. Quatre anys més tard, als Jocs de Seül, tornà a disputar les dues proves de braça del programa de natació. En els 200 metres braça fou sisena i en els 100 metres braça onzena.
En el seu palmarès també destaca una medalla de plata en el Campionat d'Europa de natació de 1987 i una medalla d'or i una de plata a les Universíades del mateix any. Tots aquests èxits van fer que fos escollida esportista belga de 1987 i guardonada amb el Trofeu Nacional al Mèrit Esportiu, també el 1987.